# Szibériai Kánság
A Szibériai Kánság vagy Turáni Kánság (oroszul: Сибирское ханство) Délnyugat-Szibériában fennállt történelmi államalakulat volt, amely az Arany Horda utódállamaként jött létre 1468-ban és 1598-ig állt fenn. 1582-ben Jermak Tyimofejevics kozák atamán Rettegett Iván orosz cár nevében meghódította területét, a kánság de facto összeomlott és csak névlegesen létezett tovább.
Fennállása alatt a Sajbánidák és a Tajbuga mongol dinasztia egymást váltva uralkodtak felette. Mindkét dinasztia Dzsocsitól, Dzsingisz kán legidősebb (de sokak szerint nem vér szerinti) fiától származott.
Etnikailag sokszínű állam volt: éltek a területén türkök, tatárok, baskírok, szamojédek, manysik, hantik, szölkupok és több kisebb-nagyobb uráli vagy török törzs. Államvallása az iszlám síita ága volt (ennél fogva a legészakibb muszlim államnak számít a történelemben), de a lakosság jelentős része gyakorolt még különféle sámánista vallásokat.
Területe sokszor változott, de valószínűleg egy időben elérte a Jeges-tenger partját is.

## Politikai berendezkedés
A Szibériai Kánság nem volt központosított állam. A kánok hatalma csupán jelképes volt, az igazi hatalmat a helyi arisztokraták, a murzák gyakorolták. Mindegyik murza a saját területének ura volt. A murzák fegyveres katonai szolgálattal tartoztak a kánságnak és háború esetén az ő harcosaik adták a hadsereget.
Az igazságszolgáltatást az erősebb jogán történő törvénykezés jellemezte, azaz a jogok aránya a fegyveres erő és tekintély mértékétől függött, így az erősebb mindig könnyebben tudta érvényesíteni érdekeit.
Az államnak két fő települése volt: Iszker vagy más néven Kaslik, illetve Csimgi-Tura vagy más néven Tyumen, amelyek erődített városok voltak. Fennállásuk során mindkettő szolgált a kánság fővárosaként.

## Kultúra
Az ország államvallása a síita iszlám volt. A két legnagyobb városban nagymecsetek, minarettek álltak. Épültek továbbá keleti stílusú paloták és a városokat cölöpsánccal erődítették meg. A Szibériai Kánság vallási vezetői, a főmuftik és imámok olyan tekintéllyel bírtak a térségben, hogy befolyásuk volt a Kazanyi Kánságra és Szamarkandra is.

## Története
A területet eredetileg szamojédek és ogurok lakták. A 13. századi mongol hódítások nyomán kipcsák-török, tatár és kisebb mongol csoportok érkeztek a térségbe, ez pedig számos őslakos törzs eltörökösödéséhez vezetett. A terület előbb a Kék Horda, majd pedig az Arany Horda fennhatósága alatt állt.
A kánság kialakulása Dzsocsi dinasztiájának 15. századi hanyatlásához köthető, akiknek mongoljai nyugatra szorultak. Tajbuga, az első kán önállóságra tett szert és Csimgi-Turában hozta létre központját. A Tajbuga-dinasztia a Tobol és a középső Irtisz vidékén épített ki szilárad hatalmat, erre viszont egy másik csoport, a Sajbánidák, akik szintén Dzsocsitól származtak, szintén igényt tartottak.
A Sajbánida Ibak megölte Mar kánt és átvette a hatalmat Csimgi-Turában. Mar unokája, Mohamed vagy Mamuk az Irtisz vidékére húzódott vissza és 1493-ben sikerült visszahódítania a trónt. Mar az ellene vívott csatában elesett. Mamuk tette át Iszkerbe a kánság székhelyét.
Kazany leigázása (1552) aggodalommal töltötte el a szibériai kánokat is. Jadgar kán ezért baráti kapcsolatokat próbált kiépíteni Moszkvával. Ibak unokája, Kucsjum közben polgárháborút robbantott ki és több évig tartó harc árán megszerezte a trónt 1563-ban. Ő volt a kánság utolsó uralkodója és majdnem harminc évig volt hatalmon.
Kucsjum központosításba kezdett államában és megpróbálta a sámánizmust teljesen felszámolni, hogy minden alattvalót az iszlámra térítsen át. Közben a kán unokaöccse és hadvezére Mametkul vezetésével felderítő hadat küldött az orosz határvidékre (manysikat és hantikat), ami a Sztroganov orosz nemesi család birtokait fosztogatta. A Sztroganovok kozákokat fogadtak fel ellenük és rávették vezetőjüket Jermak Tyimofejevicset, hogy támadja meg a kánságot. Tyimofejevics 1582-es expedíciója látványos sikert hozott és elemi csapást mért a kánságra.
Habár Tyimofejevicset később megölték, de az orosz hódítást már nem lehetett megakadályozni, mert a kozákok nyomán nagyobb létszámú és sokkal jobban felszerelt cári csapatok érkeztek a térségbe, akik ellen a szibériaiak (puskaporos tűzfegyverek híján) nem tehettek semmit. Kucsjum még 1598-ig igényt tartott a káni címre, így névleg fenntartotta a kánságot, de annak függetlenségét és egykori területi integritását visszaállítani már nem tudta. 1598-ban az oroszok végleg elűzték és buharai száműzetésben halt meg.

## Lásd még
- Szibériai kánok listája
- Iszkeri csata
- Kazanyi Kánság
- Kaszimovi Kánság

## Külső hivatkozás
- Атласи Х: История Сибири (2005)